# گمینا میاستکوف کوشچیلنه
گمینا میاستکوف کوشچیلنه (به لهستانی:  Gmina Miastków Kościelny) یک گمینا در لهستان است که در شهرستان گاروولین واقع شده‌است. گمینا میاستکوف کوشچیلنه ۸۵٫۲۴ کیلومتر مربع مساحت و ۵٬۰۱۹ نفر جمعیت دارد.